# Arthur Rosenberg
Pour les articles homonymes, voir Rosenberg.
Arthur Rosenberg, né le 19 décembre 1889 à Berlin et mort le 7 février 1943 à New York, est un historien marxiste et homme politique allemand.

## Biographie
Arthur Rosenberg obtient en 1914 un doctorat d'histoire à l'université Frédéric-Guillaume. Influencé par la Révolution de novembre, il adhère au Parti social-démocrate indépendant d'Allemagne (USPD) puis au Parti communiste d'Allemagne (KPD) en 1920.
Il est député du Reichstag de 1924 à 1928.
Oppositionnel, il quitte le KPD en 1927. Il enseigne l'histoire à l'université Frédéric-Guillaume. En 1933, il est exclu de ce poste par les nazis et s'exile en Suisse puis en Angleterre où il enseigne l'histoire ancienne à l'université de Liverpool. À partir de 1937, il enseigne à New York (Brooklyn College) où il meurt en 1943.

## Œuvres
- Der Staat der alten Italiker. Untersuchungen über die ursprüngliche Verfassung der Latiner, Osker und Etrusker, Berlin, 1913
- Geschichte der römischen Republik, Leipzig/Berlin, 1921
- Demokratie und Klassenkampf im Altertum, Bielefeld, 1921
- Die Entstehung der deutschen Republik 1871–1918, Berlin, 1928
- Entstehung und Geschichte der Weimarer Republik, Berlin, 1928 ; Karlsbad, 1935[2]
- Geschichte des Bolschewismus: Von Marx bis zur Gegenwart, Berlin, 1932
- Der Faschismus als Massenbewegung: sein Aufstieg und seine Zersetzung, Karlsbad, 1934
- Geschichte der deutschen Republik, Karlsbad, 1935
- Demokratie und Sozialismus, Amsterdam, 1938
- Demokratie und Klassenkampf, 1938
- Entstehung und Geschichte der Weimarer Republik, Zuerst EVA, 1955